# Equus (film)
Equus is een Amerikaans-Britse dramafilm uit 1977 onder regie van Sidney Lumet. Het scenario is gebaseerd op het gelijknamige toneelstuk uit 1973 van de Britse auteur Peter Shaffer.

## Verhaal
Martin Dysart is een psychiater die de wrede aftuiging van zes paarden onderzoekt. De dader blijkt de 17-jarige Alan Strang te zijn, de enige zoon van een erg godsdienstige moeder.

## Rolverdeling
| Acteur          | Personage         |
| --------------- | ----------------- |
| Richard Burton  | Martin Dysart     |
| Peter Firth     | Alan Strang       |
| Colin Blakely   | Frank Strang      |
| Joan Plowright  | Dora Strang       |
| Harry Andrews   | Harry Dalton      |
| Eileen Atkins   | Hesther Saloman   |
| Jenny Agutter   | Jill Mason        |
| Kate Reid       | Margaret Dysart   |
| John Wyman      | Ruiter            |
| Elva Mai Hoover | Juffrouw Raintree |
| Ken James       | Mijnheer Pearce   |
| Patrick Brymer  | Patiënt           |